# Iver Bjerkestrand
Iver Kristian Bjerkestrand (* 7. Juli 1987 in Lørenskog) ist ein ehemaliger norwegischer Skirennläufer. In seiner stärksten Disziplin, dem Riesenslalom, wurde er 2009 Norwegischer Meister.

## Biografie
Bjerkestrand bestritt im November 2002 seine ersten FIS-Rennen, erreichte aber erst allmählich vordere Platzierungen. Im Januar 2006 fuhr er erstmals unter die besten drei, bis zum ersten Sieg musste er aber weitere zwei Jahre warten. So kam der Norweger auch nie bei Juniorenweltmeisterschaften zum Einsatz, und erst ab der Saison 2007/08 startete er im Europacup. Nachdem er bei FIS-Rennen mittlerweile regelmäßig auf das Podest fuhr, erreichte er in seinem ersten Europacupwinter als beste Ergebnisse einen achten Platz im Riesenslalom von Jasná und einen zehnten Platz im Riesenslalom von Madesimo. Seine nächste Top-10-Platzierung erzielte er aber erst zwei Jahre später gegen Ende der Saison 2009/10. Bei seinem bislang einzigen Start im Nor-Am Cup am 6. Januar 2010 im Riesenslalom von Sunday River feierte er hingegen auf Anhieb einen Sieg. Im Australia New Zealand Cup erreicht er 2010 den dritten Gesamtrang, punktegleich mit dem Neuseeländer Ben Griffin.
Im April 2009 wurde Bjerkestrand norwegischer Meister im Riesenslalom und ließ dabei einige Weltklasseläufer wie zum Beispiel Aksel Lund Svindal hinter sich. Am 27. November 2010 gelang dem Norweger mit Platz drei im Riesenslalom von Trysil der erste Podestplatz im Europacup. Im Weltcup nahm Bjerkestrand erstmals in der Saison 2008/2009 an Rennen teil. Vorerst kam er aber nur selten zum Einsatz und gewann noch keine Punkte. Seit der Saison 2010/11 startet er häufiger im Weltcup. Die ersten Weltcuppunkte gewann er am 11. März 2011 mit dem 26. Platz im Super-G von Kvitfjell. Während der Saison 2011/12 konnte er sich nie in den Punkterängen klassieren. Nachdem die Saison 2012/13 zunächst ähnlich verlaufen war, erzielte er am 3. März 2013 mit Platz 17 im Super-G von Kvitfjell sein bestes Weltcup-Ergebnis.
Anschließend konnte sich Bjerkestrand im Weltcup nicht mehr in den besten 30 platzieren und beendete nach der Saison 2014/15 seine Karriere.

## Erfolge

### Weltcup
- 1 Platzierung unter den besten 20

### Weltcupwertungen
| Saison  | Gesamt | Gesamt | Super-G | Super-G |
| Saison  | Platz  | Punkte | Platz   | Punkte  |
| ------- | ------ | ------ | ------- | ------- |
| 2010/11 | 158.   | 5      | 53.     | 5       |
| 2012/13 | 120.   | 14     | 40.     | 14      |

### Europacup
- Saison 2010/11: 8. Riesenslalomwertung
- 1 Podestplatz und weitere 6 Platzierungen unter den besten zehn

### Weitere Erfolge
- Norwegischer Meister im Riesenslalom 2009
- 1 Sieg im Nor-Am Cup
- 11 Siege in FIS-Rennen